# Patrick MacGill
Patrick MacGill, född 24 december 1889, död 1963, var en irländsk författare.
MacGill vann plötslig litterär berömmelse med krigsskildringen On the red horizon (1916, svensk översättning 1917), som utmärkt återger stämningen under första världskrigets första månader. Den har inget av den bittra ton, som präglar senare romaner med liknande ämne. Bland MacGills övriga arbeten märks The great push (1916, svensk översättning 1917, 4:e upplagan 1918) och Children of the Dead End (1913). MacGill har även utgett diktsamlingarna Songs of the Dead End (1913) och Soldier songs (1916).